# 俞肯堂
俞肯堂（？—？）字東躔。初名坊，字人表。江蘇金匱人。

## 生平
嘉慶十四年（1809年）己巳恩科殿試金榜，中二甲第12名進士。官至御史，翰林院編修。